# Mittenothamnium lacouterei
Mittenothamnium lacouterei är en bladmossart som beskrevs av Cardot in Grandidier 1915. Mittenothamnium lacouterei ingår i släktet Mittenothamnium och familjen Hypnaceae. Inga underarter finns listade i Catalogue of Life.